# Coupe des nations de saut d'obstacles 2013
Navigation
Édition précédente Édition suivante
La Coupe des nations de saut d'obstacles 2013 (en anglais Furüsiyya FEI Nations Cup 2013), est la 11e édition du circuit coupe des nations organisé par la FEI. À partir de cette édition, la coupe est élargie au monde entier qui sera découpé en six zones. Les meilleures équipes de chaque ligue géographique seront qualifiées pour la finale.
À la suite d'un partenariat entre le Fonds équestre saoudien et la FEI, le circuit a été renommé "Furüsiyya FEI Nations Cup", le terme Furûsiyya désignant l'art de la chevalerie dans les pays musulmans.

## Règlement
Dix-huit équipes seront normalement qualifiés pour la finale :
- la meilleure équipe de la zone Afrique
- les deux meilleures équipes pour chacune des zones suivantes : Asie, Amérique du Nord et centrale, Amérique du Sud et Moyen-Orient
- les neuf meilleures équipes qualifiée des deux ligues européennes (système de promotion/relégation entre les deux ligues d'une saison à l'autre, inchangé par rapport aux années précédentes).

Si le pays hôte de la finale n’était pas qualifié, il serait malgré tout autorisé à participer en tant que 19e équipe.
Nombre de points rapportées, par épreuve en fonction du classement :
- 1er : 100 points
- 2e : 90 points
- 3e : 82 points
- 4e : 75 points
- 5e : 70 points
- 6e : 66 points
- 7e : 65 points
- 8e : 64 points
- 9e : 60 points
- 10e : 59 points

Contrairement aux années précédentes, les équipes ne marquent des points que dans quatre étapes, définies en début d'année 2013. Les quatre meilleures nations de l'année précédentes (Allemagne, France, Irlande, Grande-Bretagne) ont pu choisir leurs étapes qualificatives en début de saison. Pour les autres pays, les étapes qualificatives ont été attribuées par la FEI. Un pays peut participer à une épreuve qui n'est pas de sa division, dans ce cas là elle ne remporte pas de points pour se qualifier pour la finale.

## Nations participantes
Pays participants par divisions :
| Europe, Division 1                                                                   | Europe, Division 2 | Amérique du Nord                | Amérique du Sud     | Afrique                   | Asie                                   | Moyen-Orient                                    |
| ------------------------------------------------------------------------------------ | --- | ------------------------------- | ------------------- | ------------------------- | -------------------------------------- | ----------------------------------------------- |
| - Espagne - France - Royaume-Uni - Allemagne - Irlande - Pays-Bas - Suisse - Ukraine | - Autriche - Belgique - Biélorussie - Tchéquie - Danemark - Finlande - Grèce - Hongrie - Italie - Lituanie - Norvège - Pologne - Russie - Slovaquie - Suède - Turquie | - Canada - Mexique - États-Unis | - Brésil - Colombie | - Égypte - Afrique du Sud | - Australie - Japon - Nouvelle-Zélande | - Arabie saoudite - Qatar - Émirats arabes unis |

## Calendrier et résultats

### Europe, Division 1
| Date            | Lieu                                                    | Équipe vainqueur |
| --------------- | ------------------------------------------------------- | ---------------- |
| 17 mai 2013     | Jumping international de France La Baule, France CSIO-5 | Pays-Bas         |
| 24 mai 2013     | Rome, Italie CSIO-5*                                    | Ukraine          |
| 31 mai 2013     | St-Gall, Suisse CSIO-5*                                 | Royaume-Uni      |
| 21 juin 2013    | Rotterdam, Pays-Bas CSIO-5*                             | Allemagne        |
| 27 juin 2013    | Aix-la-Chapelle, Allemagne CSIO-5*                      | Pays-Bas         |
| 12 juillet 2013 | Falsterbo, Suède CSIO-5*                                | Allemagne        |
| 2 août 2013     | Hickstead, Royaume-Uni CSIO-5*                          | Allemagne        |
| 9 août 2013     | Dublin, Irlande CSIO-5*                                 | Royaume-Uni      |

### Europe, Division 2
| Date              | Lieu                             | Équipe vainqueur |
| ----------------- | -------------------------------- | ---------------- |
| 3 mai 2013        | Lummen, Belgique CSIO-4*         | France           |
| 3 mai 2013        | Linz-Ebelsberg, Autriche CSIO-3* | Suisse           |
| 10 mai 2013       | Drammen, Norvège CSIO-3*         | France           |
| 24 mai 2013       | Copenhague, Danemark CSIO-3*     | Pays-Bas         |
| 7 juin 2013       | Lisbonne, Portugal CSIO-3*       | Belgique         |
| 14 juin 2013      | Sopot, Pologne CSIO-3*           | Suède            |
| 12 juillet 2013   | Budapest, Hongrie CSIO-3*        | Belgique         |
| 2 août 2013       | Bratislava, Slovaquie CSIO-3*    | États-Unis       |
| 30 août 2013      | Gijón, Espagne CSIO-5*           | Pays-Bas         |
| 6 septembre 2013  | Arezzo, Italie CSIO-3*           | Brésil           |
| 13 septembre 2013 | Kiev, Ukraine CSIO-5*            | Annulé           |

### Amérique du Nord, Amérique centrale et caraïbes
| Date          | Lieu                           | Équipe vainqueur |
| ------------- | ------------------------------ | ---------------- |
| 1er mars 2013 | Wellington, États-Unis CSIO-4* | États-Unis       |
| 13 juin 2013  | Calgary, Canada CSIO-4*        | Irlande          |

### Moyen-Orient
| Date            | Lieu                                | Équipe vainqueur |
| --------------- | ----------------------------------- | ---------------- |
| 21 février 2013 | Al Ain, Émirats arabes unis CSIO-5* | Pays-Bas         |

### Finale

#### Équipes qualifiées
| Division           | Qualifiés                                          |
| ------------------ | -------------------------------------------------- |
| Europe, Division 1 | France Royaume-Uni Irlande Pays-Bas Suisse Ukraine |
| Europe, Division 2 | Autriche Belgique Suède                            |
| Amérique du Nord   | Canada États-Unis                                  |
| Amérique du Sud    | Brésil Colombie                                    |
| Afrique            | Égypte                                             |
| Asie - Océanie     | Australie Japon                                    |
| Moyen-Orient       | Arabie saoudite Qatar                              |
| Pays Organisateur  | Espagne                                            |

#### Résultat
| Date              | Lieu                       | Équipe vainqueur |
| ----------------- | -------------------------- | ---------------- |
| 29 septembre 2013 | Barcelone, Espagne CSIO-5* | France           |